# 내 마음의 위험한 녀석
《내 마음의 위험한 녀석》(일본어: 僕の心のヤバイやつ 보쿠노 고코로노 야바이 야쓰[*])는 사쿠라이 노리오에 의해 만들어진 일본의 만화다. 도쿄도 메구로구 센조쿠를 무대로, 아싸 중2병 소년 이치카와 쿄타로와 인싸 미소녀 야마다 안나의 2명이 만들어내는 연애 이야기를 그린 러브 코미디다. 약칭은 '보쿠야바'(僕ヤバ). 2023년 10월 시점에서 누계 발행 부수는 400만 부를 돌파했다.
본작의 연재는 《주간 소년 챔피언》(아키타 쇼텐)에서 시작되어 2018년 15호부터 18호까지 게재된 후, 같은 해 4월부터 아키타 쇼텐의 웹 코믹 사이트 《챔피언 크로스》로 이적했다. 7월, 아키타 쇼텐이 《챔피언 크로스》와 《Champion 탭!》을 통합하여 《망가 크로스》를 개설하면서 본작도 거기에 따라 《망가 크로스》로 이적했다.
사쿠라이가 트위터에서 공개한 쇼트 만화가 스핀오프 작품 《트위야바》로서 아마존 킨들에서 자비 출판 형태로 공개되고 있다.

## 줄거리
이치카와 쿄타로는 중2병을 앓고 있는 중학교 2학년으로, 날마다 살인의 망상을 벌이고 있었다. 그는 자신과 대조적인 동급생 야마다 안나가 내려다보고 있다고 생각하며 특히 그녀를 죽이고 싶다고 생각했다.
어느 날, 쿄타로는 야마다가 학교에 음식을 가져와 도서실에서 먹고 있는 것을 목격한다. 그 후에도 야마다는 미소녀의 이미지와는 멀어진 언동을 하고, 쿄타로는 그런 그녀를 떠날 수 없게 되지만, 그 이유를 모르고 번뇌한다. 그런 때에 체육 수업으로 야마다가 부상당하는 사고가 일어난다. 부상으로 눈물을 흘리는 야마다를 보고 있던 쿄타로도 언제나 밖에서 울고 있어, 자신이 야마다에 사랑하고 있는 것을 자각한다.
한편의, 야마다도 당초에는 쿄타로를 특별히 신경쓰지 않았지만, 점차 그에게 관심을 갖고, 마음에 드는 만화를 빌려주는 등 자신으로부터 적극적으로 교류를 도모하게 된다. 그리고 2학기 마지막 등교일, 야마다는 만화의 속권을 빌려준다는 이유로 크리스마스 이브에 쿄타로를 만나는 약속을 한다.

## 등장인물

### 주인공과 히로인
이치카와 쿄타로(市川 京太郎)
성우 - 호리에 슌
본작의 주인공을 맡는 남자 중학생. 작중에서는 가족으로서 부모와 언니가 등장하며, 이 중 어머니와 언니로부터는 「쿄쨩」이라고 불리고 있다.
내향적인 성격으로 친구를 가지지 않고, 쉬는 시간은 독서를 하며 보내고, 점심시간에는 도서실에 들어간다. 또 동급생을 죽이는 망상을 하는 중2병도 앓고 있다. 중2병 때문에 모노로그에서는 잘난 체하는 이야기를 하기도 하지만, 사실, 자기 긍정감은 낮다. 한편으로 스마트하지는 않지만 행동력이 있고, 작중에서는 곤란한 사람을 위해 행동을 일으키는 장면이 종종 그려진다.
야마다에 대해서는 당초, 자신과 같은 아싸를 아래로 보고 있는 것으로 결정하고 있었지만, 이야기가 진행됨에 따라 그녀의 의외의 모습을 눈에 띄게 되어, 점차 그녀에게 끌려, 마침내 연애감정을 자각함에 이르고 있다. 한편, 자기 긍정감의 낮음 등으로 인해 야마다가 자신에게 호의를 안고 있다는 것을 깨닫지 못하고, 야마다의 언동에 대해 잘못된 해석을 해 버리는 경우도 있다.
야마다 안나(山田 杏奈)
성우 - 요미야 히나
본작의 히로인. 쿄타로의 동급생으로, 잡지 모델로서 활동하는 키가 큰 미소녀(171.9cm). 스쿨카스트의 최상위에 있는 인싸로, 교내에서는 친구 코바야시 치히로, 세키네 모에코, 요시다 세리나와 행동을 함께 하는 경우가 많다. 성격은 천연이고 마이 페이스다. 또한 먹고자하는 의지가 늘어나고 있어, 과자의 반입이 금지되어 있는데도 교내에서 숨어서 먹는다.
이야기 시작 시점에서 쿄타로는 특별히 의식하지 않았지만, 그 후, 그가 자신을 돕고 있다는 것을 깨닫고, 그녀 나름대로 친애의 정을 나타내게 된다. 이야기가 진행됨에 따라 도서실에 등장하는 것이 늘어나고, 이윽고 쿄타로보다 늦게 연애감정을 자각하게 된다. 작중에서는 아다치나 난죠 등 그녀에게 구애하는 남자가 다수 등장해, 쿄타로의 연애감정을 자각하고 나서는 바디 터치도 마다하지 않는 등 적극적으로 쿄타로와의 거리를 줄이려고 한다.

### 중학교
코바야시 치히로(小林 ちひろ)
성우 - 아사이 아야카
쿄타로와 같은 반의 여학생. 야마다의 가장 친한 친구로, 그녀로부터는 '치이'라고 불리고, 세키네에게는 '바야시코'라고 불리고 있다. 자주 야마다의 신세를 지고 있어, 쿄타로로부터는 비밀리에 '남친씨'라고 불리고 있다. 한편, 이성에는 약하다.
세키네 모에코(関根 萌子)
성우 - 한 메구미
쿄타로와 같은 클래스의 여학생으로, 야마다의 친구. 외형은 화려하고 언동은 가볍고, 쿄타로로부터는 빗치 취급되고 있지만, 사실, 학업 성적은 학년 상위를 자랑한다. 또, 야마다와 쿄타로의 관계에 대해서도 희미하게 깨닫고 있어, 염려하기도 한다.
요시다 세리나(吉田 芹那)
성우 - 타네자키 아츠미
쿄타로와 같은 반의 여학생. 야마다의 친구로, 그녀로부터는 '냐'라고 불리고, 세키네에게는 '세리냐'라고 불린다. 마음이 강하고 정에 두텁다.
아다치 쇼우(足立 翔)
성우 - 오카모토 노부히코
쿄타로와 같은 반의 남학생. 클래스 메이트 칸자키와 오오타와 함께 조금 음담패설을 한다. 야마다에 매료되어, 그녀가 있는 여자 그룹에 모션을 걸고 있지만, 추잡한 마음을 간파당하고 종종 차가운 시선을 받고 있다. 성이 아닌 이름은 단행본 6권 특장판 부록의 트리뷰트 일러스트집 Q&A에서 판명되었다.
칸자키 켄타(神崎 健太)
성우 - 사토 겐
쿄타로와 같은 반의 남학생. 아다치나 오오타와 함께 조금 음담패설을 한다. 소박한 외형과는 반대로 이성에 관한 발언은 매니악으로, 쿄타로로부터는 추남 취급받고 있다. 성이 아닌 이름은 단행본 6권 특장판 부록의 트리뷰트 일러스트집 Q&A에서 판명되었다.
오오타 치카라(太田 力)
성우 - 후쿠시마 준
쿄타로와 같은반의 남학생. 비만. 아다치와 칸자키와 함께 조금 음담패설을 한다. 성이 아닌 이름은 단행본 6권 특장판 부록의 트리뷰트 일러스트집 Q&A에서 판명되었다.
하라 호노카(原 穂乃香)
성우 - 토요사키 아키
쿄타로와 같은 반의, 통통한 여학생. 칸자키에 호의를 품고 있고, 작중에서는 둘이서 나가기도 한다. 또 야마다와도 교류가 있어, 그녀와 쿄타로가 서로 생각하고 있는 것을 깨닫는다. 성이 아닌 이름은 단행본 6권 특장판 부록의 트리뷰트 일러스트집 Q&A에서 판명되었다.
난죠 하루야(南条 ハルヤ)
성우 - 시마자키 노부나가
쿄타로의 1학년 위의 선배. 야마다와의 교제를 노리고 몇번이나 접근을 했지만, 그 때마다 야마다의 친구에게 막혔다. 쿄타로에서는 '난파이'라고 불리며 미움받고 있다.

### 이치카와와 야마다의 가족
이치카와 카나(市川 香菜)
성우 - 타무라 유카리
쿄타로의 누나. 경음부 소속의 여대생. 어리석은 성격에 반하여 동생을 무턱대고 사랑하고, 쿄타로와 사이는 나쁘지 않다.
이치카와 어머니
성우 - 니시무라 치나미
쿄타로와 카나의 어머니. 46세.
야마다 어머니
성우 - 미나구치 유코
안나의 어머니. 41세.
야마다 아버지
성우 - 호소야 요시마사
안나의 아버지. 39세. 직업은 프랑스 요리의 셰프. 말이 없고 체격도 좋기 때문에 안나의 친구에게는 두려움을 받고 있다. 게임이 취미.

## 작풍
앞서 언급했듯이, 본작은 아싸 소년 쿄타로와 인싸 소녀 야마다의 사랑 이야기이다. 스토리는 쿄타로의 시점에서 그려져 있고, 그가 사랑에 빠져 가는 것이 그려진다. 다른 캐릭터에 대해서도 표정의 사소한 변화 등으로부터 심정을 엿볼 수 있게 되어 있어, 일반적으로 캐릭터의 감정이나 관계성의 변화가 그려진 작품이 되었다.
한편, 쿄타로와 야마다는 서로 좋아하고 있지만, 상대에게 반한 결정적 순간이 언제인지는 명확히 되어 있지 않다. 이것은 의도적인 것으로, 저자 사쿠라이는 중학생의 첫사랑은 연애 감정과 그 이외의 감정의 경계가 모호하고, 사랑에 빠진 타이밍과 사랑을 자각한 타이밍이 다르다는 재미를 본작에서 표현하고 싶었던 것이라고 한다. 이 의도는 타이틀에도 나타나고, 사쿠라이가 말하길 '내 마음의 위험한 녀석'이라는 타이틀은 '자신 속에 있는, 연애감정인지 무엇인지 모르는 감정'을 표현하고 싶다는 생각에서 나온 것이라고 한다.
본작 이전의 사쿠라이의 작품은 주로 1화 완결형의 개그 만화였지만, 본작은 인간의 마음의 미묘한 감정을 그리는 스토리와 그 이전의 작품과는 다른 작풍이 되었다. 한편, 본작과 병행하여 집필된 '로롯로!'와는 아싸를 주인공에 둔다는 공통점도 있다. 이것은 당시의 사쿠라이가 아싸와 그 주위의 인간과의 관계성에 관심을 갖고 있었던 것에 기인하지만, 한편으로 주인공의 성별은 달라, 그 결과, 로롯로!에서는 주인공이 동성의 여자 그룹에 익숙해질지가 그려지고 있는 것에 반해, 본작에서는 주인공이 이성의 여자와 친해질 수 있을까라는 점에서, 다른 관점을 가지는 작품이 되었다. 또한 본작은 "로롯로! '보다 리얼리티를 추구한 작품이 되어, 아싸 남자의 자의식이 리얼하게 그려져 있는 것 외에, 작중에 등장하는 음담패설도 남자 중학생의 성욕을 생생하게 그려내고 있다.

## 사회적 평가
아래 표에 있듯이 이 만화는 복수의 만화상에 노미네이트 되었으며, 이 중 일반 투표형 만화상에서 좋은 성적을 거두고 있다. 특히 2019년에는 《이 만화가 대단하다!》의 남자 편에서 3위에 들어갔으며, 이것을 기념해 실사 프로모션 비디오가 공개되었다.
| 발표년 | 상                                     | 부문          | 결과 |
| ------ | -------------------------------------- | ------------- | ---- |
| 2019   | 다음에 올 만화대상 2019                | Web 만화 부문 | 5위  |
| 2019   | 이 만화가 대단하다! 2020               | 남자 편       | 3위  |
| 2020   | 전국 서점 직원이 선택한 추천 만화 2020 |               | 13위 |
| 2020   | 만화대상 2020                          |               | 11위 |
| 2020   | 모두가 선택한 TSUTAYA 만화대상 2020    |               | 4위  |
| 2020   | 다음에 올 만화대상 2020                | Web 만화 부문 | 1위  |
| 2021   | 모두가 선택한 TSUTAYA 만화대상 2021    |               | 1위  |

본작이 이러한 인기를 획득하기에 이른 요인으로 당시 세상의 영향을 지적하는 목소리가 있다. 라이터 후루사와 세이이치로는, 작가 사쿠라이의 실력을 인기 획득의 최대의 요인으로 하면서, 본작에는 종래의 러브 코미디과 비교해 남녀의 역할이 역전하고 있는 측면이 있는 점이 남성관·여성관이 바뀌고 있는 세상과 어울러지면서 지지를 넓히는데 한몫하고 있다고 분석했다.

## 서지 정보
- 사쿠라이 노리오 《내 마음의 위험한 녀석》 아키타 쇼텐 〈소년 챔피언 코믹스〉
  1. 2018년 12월 15일 초판 발행(2018년 12월 7일 발매[秋 1]), ISBN 978-4-253-22615-8
  2. 2019년 9월 15일 초판 발행(2019년 9월 6일 발매[秋 2]), ISBN 978-4-253-22616-5
  3. 2020년 6월 15일 초판 발행(2020년 6월 8일 발매[秋 3][秋 4]), ISBN 978-4-253-22617-2 /ISBN 978-4-253-22618-9 (특장판)
  4. 2021년 2월 15일 초판 발행(2021년 2월 8일 발매[秋 5][秋 6]), ISBN 978-4-253-22619-6 /ISBN 978-4-253-22620-2 (특장판)
  5. 2021년 7월 15일 초판 발행(2021년 7월 8일 발매[秋 7][秋 8]), ISBN 978-4-253-22619-6 /ISBN 978-4-253-22666-0 (특장판)
  6. 2022년 1월 15일 초판 발행(2022년 1월 7일 발매[秋 9][秋 10]), ISBN 978-4-253-22669-1 /ISBN 978-4-253-22668-4 (특장판)
  7. 2022년 8월 15일 초판 발행(2022년 8월 8일 발매[秋 11][秋 12] ), ISBN 978-4-253-22684-4 /ISBN 978-4-253-22670-7 (특장판)
  8. 2023년 3월 15일 초판 발행(2023년 3월 8일 발매[秋 13][秋 14]), ISBN 978-4-253-22685-1 / ISBN 978-4-253-22967-8(특장판)
  9. 2023년 11월 15일 초판 발행(2023년 11월 8일 발매[秋 15][秋 16]), ISBN 978-4-253-22969-2 / ISBN 978-4-253-22968-5(특장판)
- 《내 마음의 위험한 녀석 TV 애니메이션 공식 가이드북》 아키타 쇼텐, 2023년 10월 15일 초판 발행(2023년 10월 6일 발매[秋 17]), ISBN 978-4-253-10112-7)

## TV 애니메이션
제1기는 2023년 4월부터 6월까지 TV 아사히 계열 'NUMAnimation'에서 방송되었다.
제2기는 제1기의 최종회 방송 후 제작이 발표되었다. 2024년 1월부터 3월까지 같은 시간대에 방송되었다. 또한 스핀오프 《트위야바》의 애니메이션화가 되어, 2023년 12월 11일에 아마존 프라임 비디오에서 공개되었다.

### 스태프
- 원작 - 사쿠라이 노리오[9]
- 감독 - 아카기 히로아키(赤城博昭)[9]
- 시리즈 구성·각본 - 하나다 줏키[9]
- 캐릭터 디자인 - 카츠마타 마사토(勝又聖人)[9]
- 서브 캐릭터 디자인 - 세가와 타케히사(瀬川健寿)
- 미술 감독 - 마즈유미 미사키(黛昌樹)[42]
- 색채 설계 - 야나기사와 쿠미코(柳澤久美子)[42]
- 촬영 감독 - 미네기시 켄타로(峰岸健太郎), 타케자와 유이치(竹沢裕一)[42]
- 편집 - 히다 아야(肥田文)[42]
- 음향 감독 - 코누마 노리요시(小沼則義)[42]
- 음악 - 우시오 켄스케(牛尾憲輔)[9]
- 음악 제작 - 매직 캡슐[43]
- 프로듀서 - 엔도 카즈키(遠藤一樹), 쿠라시마 요이치(倉島洋一), 하야시 이쿠미(林 郁美), 타나카 코타(田中康太), 오오츠키 히로미(大槻宏美), 소토카와 아키히로(外川明宏), 이상진(李尚鎭), 마츠이 유코(松井優子)
- 애니메이션 프로듀서 - 사쿠라이 요스케(櫻井洋介)
- 애니메이션 제작 - 신에이 동화[9]
- 제작 - 보쿠야바 제작위원회[9]

### 주제가
사양(斜陽)
요루시카에 의한 제1기 오프닝 테마. / 작사·작곡·편곡 - n-buna
몇 센티멘탈(数センチメンタル)
코하나라무에 의한 제1기 엔딩 테마. / 작사 - 타카노 신야, KERENMI / 작곡 - KERENMI / 편곡 - KOHD, KERENMI
나는...(僕は...)
아타라요에 의한 제2기 오프닝 테마. / 작사·작곡 - 히토미 / 편곡 - 마시, Soma Genda
사랑을 하는 자신조차 사랑할 수 있어(恋してる自分すら愛せるんだ)
코하나라무에 의한 제2기 엔딩 테마. / 작사 - 타카노 신야, KERENMI / 작곡 - KERENMI / 편곡 - KOHD, KERENMI
제2기의 오프닝 애니메이션은 아라키 테츠로가 그림 콘티 및 연출을 했다. 감독 아카기 히로아키로부터 어드바이스를 받았다.

### 방영 목록
| 화수     | 제목                                                                         | 그림 콘티         | 연출                              | 작화 감독 | 총작화 감독                                 | 방송일           | 원작 화수    |
| 제1기    | 제1기                                                                        | 제1기             | 제1기                             | 제1기 | 제1기                                       | 제1기            | 제1기        |
| -------- | ---------------------------------------------------------------------------- | ----------------- | --------------------------------- | --- | ------------------------------------------- | ---------------- | ------------ |
| karte1   | 僕は奪われた 난 빼앗겼다                                                     | 이마무라 히로키   | 이마무라 히로키                   | 오카다 에리카 카와시마 나오 오오노 츠토무 마츠오 아키코 마지마 지로 | 카츠마타 마사토 세가와 타케히사 모기 타쿠지 | 2023년 4월 2일   | 1권 Karte.1  |
| karte2   | 僕は死んだ 난 죽었다                                                         | 시라하타 요시유키 | 첸 달리                           | 마지마 지로 마에다 소노카 사토 코노미 키타무라 토모유키 | 카츠마타 마사토 세가와 타케히사 모기 타쿠지 | 4월 9일          | 1권 Karte.10 |
| karte3   | 僕は抱きしめたい 난 안고 싶다                                                | 요시카와 히로아키 | 시라하타 요시유키                 | 마에다 소노카 히로나카 치에미 카와시마 나오 후치와키 타이가 | 카츠마타 마사토 세가와 타케히사 모기 타쿠지 | 4월 16일         | 1권 Karte.15 |
| karte4   | 僕は心の病 난 마음의 병                                                      | 박경순            | 박경순                            | 유카와 준 나카야마 카즈코 사토 코노미 히로나카 치에미 후치와키 타이가 키타무라 토모유키 오노다 마사토 오오사와 미나 마에다 소노카 키타가와 토모코 마지마 지로 모기 타쿠지                                  | 카츠마타 마사토 세가와 타케히사 모기 타쿠지 | 4월 23일         | 2권 Karte.16 |
| karte5   | 僕らははぐれた 우리는 놓쳤다                                                 | 마츠이 히토유키   | 스즈키 타쿠마                     | 사와다 미카 오카다 에리카 마츠오 아키코 키타무라 토모유키 카와시마 나오 | 카츠마타 마사토 세가와 타케히사 모기 타쿠지 | 4월 30일         | 2권 Karte.27 |
| karte6   | 僕は溶かした 난 녹였다                                                       | 스도 아키히토     | 스도 아키히토                     | 츠시마 유리카 사와다 미카 야나기사와 카나타 혜인 모기 타쿠지 오오노 츠토무 우라 류타 스도 아키히토 키타가와 토모코                                                                                         | 카츠마타 마사토 세가와 타케히사 모기 타쿠지 | 5월 7일          | 2권 Karte.30 |
| karte7   | 僕らは入れ替わってる 우리는 서로 바뀌었다                                    | 요시카와 히로아키 | 쿠보 타로                         | 오오후지 사에코 오오사와 미나 노구치 타카유키 후지베 이쿠마 모기 타쿠지 마지마 지로 마에다 소노카 오카다 에리카 후리하타 히데요시 시라이토 미쿠 studio cat 스튜디오 마스켓                                 | 카츠마타 마사토 세가와 타케히사 모기 타쿠지 | 5월 14일         | 3권 Karte.33 |
| karte8   | 僕は夢を見た 난 꿈을 꿨다                                                    | 아오야기 류헤이   | 첸 달리                           | 마에다 소노카 히로나카 치에미 후치와키 타이가 마츠오 아키코 카와시마 나오 키타가와 토모코 | 카츠마타 마사토 세가와 타케히사 모기 타쿠지 | 5월 21일         | 3권 Karte.39 |
| karte9   | 僕は山田が嫌い 난 야마다가 싫다                                              | 시라하타 요시유키 | 박경순                            | 모기 타쿠지 마지마 지로 카와시마 나오 후리하타 히데요시 마에다 소노카 키타무라 토모유키 후지와라 타츠야 慧敏 明光 DR MOVIE                                                                                 | 카츠마타 마사토 세가와 타케히사 모기 타쿠지 | 5월 28일         | 3권 Karte.43 |
| karte10  | 僕らはゆっくり歩いた 우리는 천천히 걸었다                                    | 이마무라 히로키   | 오쿠보 료 후쿠이 요헤이           | 마에 덴엔카 사토 요시 후치와키 야스가 잇키 유노스케 키타가와 토모코 친 히로미 마츠오 아키코 이케즈 토시에 모치다 아이                                                                                      | 카츠마타 마사토 세가와 타케히사 모기 타쿠지 | 6월 4일          | 4권 Karte.48 |
| karte11  | 僕らは少し似ている 우리는 약간 닮았다                                        | 마츠무라 주리아   | 후카세 시게루                     | 히로나카 치에미 오카다 에리카 키타무라 토모유키 마츠오 아키코 후루와루 히데요시 오오노 츠토무 慧敏 明光 | 카츠마타 마사토 세가와 타케히사 모기 타쿠지 | 6월 11일         | 4권 Karte.52 |
| karte12  | 僕は僕を知ってほしい 난 나를 알아주길 바란다                                 | 요시카와 히로아키 | 토모다 야스시                     | 마에다 소노카 나카조 에츠오 시바타 유지 키타가와 토모코 후리하타 히데요시 마지마 지로 이치에다 유노스케 모기 타쿠지 후치와키 타이가 마츠오 아키코 유효상                                                   | 카츠마타 마사토 세가와 타케히사 모기 타쿠지 | 6월 18일         | 4권 Karte.57 |
| 스핀오프 |                                                                              |                   |                                   | |                                             |                  |              |
| -        | おはよう血液型クイズ好きな髪形移動教室おねえと買い物いい匂いするサボっちゃう | 아오야기 류헤이   | 時野蒼 키타노 타쿠미              | 마에다 소노카 와타나베 아츠코 후리하타 히데요시 마츠오 아키코 WUXI HUAXIAN ANIMATION PRODUCTION FanDongdong SunJiwei Wei Xu Long MarBean Animation Back misun                                              | -                                           | 2023년 12월 11일 | 트위터       |
| -        | 闇の能力者なんでだよ肉まんバイバイ                                           | 사쿠라이 히로아키 | 사쿠라이 히로아키                 | 마에다 소노카 와타나베 아츠코 후리하타 히데요시 마츠오 아키코 WUXI HUAXIAN ANIMATION PRODUCTION FanDongdong SunJiwei Wei Xu Long MarBean Animation Back misun                                              | -                                           | 2023년 12월 11일 | 트위터       |
| -        | ゾンビごっこゾンビごっこ2クリスマスブーツ                                    | 아오야기 류헤이   | 南若葉                            | 마에다 소노카 와타나베 아츠코 후리하타 히데요시 마츠오 아키코 WUXI HUAXIAN ANIMATION PRODUCTION FanDongdong SunJiwei Wei Xu Long MarBean Animation Back misun                                              | -                                           | 2023년 12월 11일 | 트위터       |
| 제2기    |                                                                              |                   |                                   | |                                             |                  |              |
| karte13  | 僕らは探している 우리는 찾고 있다                                            | 아오야기 류헤이   | 시라하타 요시유키                 | 마츠오 아키코 마에다 소노카 키타무라 토모유키 히로나카 치에미 후리하타 히데요시 | 카츠마타 마사토 세가와 타케히사 야마모토    | 2024년 1월 7일   |              |
| karte14  | 僕は大人のなりかけ 나는 어른이 되려 한다                                     | 사메츠키 코타로   | 쿠보 타로                         | 오카다 에리카 카와시마 나오 후리하타 히데요시 오오노 츠토무 라이스 마에다 소노카 | 카츠마타 마사토 세가와 타케히사 야마모토    | 1월 14일         |              |
| karte15  | 僕は山田と 난 야마다랑                                                       | 타카야나기 테츠시 | 박경순                            | 마츠오 아키코 마에다 소노카 키타무라 토모유키 세토 요시카네 후리하타 히데요시 나카야마 카즈코 이치에다 유노스케 미야 아키히데                                                                              | -                                           | 1월 21일         |              |
| karte16  | 山田は僕を 야마다는 나를                                                     | 사쿠라이 히로아키 | 오오쿠보 료                       | 오카다 에리카 카와시마 나오 라이스 마에다 소노카 히로나카 치에미 | 카츠마타 마사토 세가와 타케히사 야마모토    | 1월 28일         |              |
| karte17  | 僕は知りたい 난 알고 싶다                                                    | 시라하타 요시유키 | 소네 토시유키                     | 카와시마 나오 오카다 에리카 하타 히로미 오오노 츠토무 후리하타 히데요시 마지마 지로 | 카츠마타 마사토 세가와 타케히사 야마모토    | 2월 4일          |              |
| karte18  | 山田は僕が好き 야마다는 날 좋아한다                                          | 아오야기 류헤이   | 에노키다 타카히로                 | 마츠오 아키코 후지베 이쿠마 하타 히로미 키타무라 토모유키 마에다 소노카 王家涵 | 카츠마타 마사토 세가와 타케히사 야마모토    | 2월 11일         |              |
| karte19  | 僕らは溢れ出る 우리는 흘러넘친다                                             | 이치이 잇페이     | 에구치 다이스케                   | 토미나가 타케시 미츠하시 후미카 세토 요시카네 마에다 소노카 모리 마루미 오카다 에리카 마츠오 아키코 | 카츠마타 마사토 세가와 타케히사 야마모토    | 2월 18일         |              |
| karte20  | 僕らは夜更かしした 우린 밤늦게까지 안 잤다                                   | 요시카와 히로아키 | 시라하타 요시유키                 | 오하라 유타 카와시마 나오 미야 아키히데 키타무라 토모유키 후치와키 타이가 나가야마 마사시게 세토 요시카네 라이스 마에다 소노카 나카야마 카즈코 하타 히로미 모기 타쿠지                                     | 카츠마타 마사토 세가와 타케히사 야마모토    | 2월 25일         |              |
| karte21  | 僕らは約束した 우리는 약속했다                                               | 이나가키 타카유키 | 쿠보 타로                         | 오카다 에리카 마에다 소노카 모리 마루미 노구치 타카유키 라이스 세토 요시카네 시와스 타카시 오오타 카즈하루 시라이 에이지                                                                                   | 카츠마타 마사토 세가와 타케히사 야마모토    | 3월 3일          |              |
| karte22  | 僕は山田に近づきたい 나는 야마다와 가까워지고 싶다                           | 사쿠라이 히로아키 | 박경순                            | 히로나카 치에미 키타무라 토모유키 시바타 유지 하타 히로미 카와시마 나오 미야 아키히데 와타나베 케이타 마에다 소노카 오하라 유타 라이스 오츠 텟페이 나카조 에츠오 타다 카즈하루 야마자키 리라쿠 코마키 요코 | 카츠마타 마사토 세가와 타케히사 야마모토    | 3월 10일         |              |
| karte23  | 僕は負けたくない 난 지고 싶지 않다                                           | 아오야기 류헤이   | 혼마 미나미                       | 히로나카 치에미 마츠오 아키코 나가야마 마사시게 모리 마루미 오츠 텟페이 후치와키 타이가 마에다 소노카 마지마 지로 야마자키 리라쿠 야마우치 다이스케                                                        | 카츠마타 마사토 세가와 타케히사 야마모토    | 3월 17일         |              |
| karte24  | 僕は伝えたい 난 전하고 싶다                                                  | 鮫月虎次郎        | 에조에 히토미                     | 시바타 유지 마에다 소노카 카와시마 나오 키타무라 토모유키 세토 요시카네 하타 히로미 라이스 모리 마루미 나카야마 카즈코 이케즈 히사에 나가야마 마사시게 오츠 텟페이 노나카 미키                             | 카츠마타 마사토 세가와 타케히사 야마모토    | 3월 24일         |              |
| karte25  | 僕と私の恋心 나와 나의 사랑하는 마음                                         | 다이치 아키타로   | 에구치 다이스케 시라하타 요시유키 | 오카다 에리카 오츠 텟페이 히로나카 치에미 후치와키 타이가 코코노에 아야 마에다 소노카 미츠하시 후미카 카와시마 나오 모리 마루미 키타무라 토모유키 마츠오 아키코 마지마 지로                                | 카츠마타 마사토 세가와 타케히사 야마모토    | 3월 31일         |              |

| TV 아사히 계열 NUMAnimation | TV 아사히 계열 NUMAnimation  | TV 아사히 계열 NUMAnimation  |
| 이전 작품                   | 작품명                       | 다음 작품                    |
| --------------------------- | ---------------------------- | ---------------------------- |
| 블루 록(제1기)              | 내 마음의 위험한 녀석(제1기) | 우리 회사의 작은 선배 이야기 |
| 우리들의 비 내리는 프로토콜 | 내 마음의 위험한 녀석(제2기) | 속삭이듯 사랑을 노래하다     |

### 내용주
1. ↑  당초에 12월 10일에 공개된다고 고지되었지만[40], 공개가 지연되어 11일에 공개되었다.[41]

### 참조주
1. ↑  “「埼玉には、山田がいない」「ツイヤバは完全ゲリラ」 『僕ヤバ』作者インタビューで私の感情はグチャグチャになりました”. 《네토라보》. 2020년 3월 3일. 1쪽. 2020년 4월 19일에 원본 문서에서 보존된 문서. 2020년 9월 12일에 확인함.
2. 1 2 3 4 5 6 7 8 9  “『僕の心のヤバイやつ』とは？ 厨二病男子vsド天然美少女の尊すぎる初恋ラブコメ！【ネタバレ注意】”. 《부쿠마루》. BookLive. 2020년 5월 19일. 2020년 6월 5일에 원본 문서에서 보존된 문서. 2020년 9월 12일에 확인함.
3. ↑  “『僕の心のヤバイやつ』最新3巻発売 Kindleでも1位のド級青春ラブコメ”. 《KAI-YOU.net》. KAI-YOU. 2020년 6월 8일. 2020년 6월 14일에 원본 문서에서 보존된 문서. 2020년 6월 14일에 확인함.
4. 1 2 3 4  “『僕の心のヤバイやつ』第2期映像が初解禁　『ツイヤバ』アニメ化決定”. 《ORICON NEWS》 (oricon ME). 2023년 10월 18일. 2023년 10월 19일에 확인함.
5. ↑  “崖っぷち作家がカラオケ愛を語る新連載がチャンクロで、桜井のりお新作は移籍”. 《코믹 나탈리》. 나타샤. 2018년 4월 3일. 2020년 4월 12일에 원본 문서에서 보존된 문서. 2020년 5월 3일에 확인함.
6. ↑  “崖っぷち作家がカラオケ愛を語る新連載がチャンクロで、桜井のりお新作は移籍”. 《コミックナタリー》. ナターシャ. 2018년 4월 3일. 2020년 4월 12일에 원본 문서에서 보존된 문서. 2020년 5월 3일에 확인함.
7. ↑  “チャンピオンクロスとタップ！が合併した新サイト誕生、「星姫村」続編など新連載も”. 《코믹 나탈리》. 나타샤. 2018년 7월 10일. 2019년 7월 2일에 원본 문서에서 보존된 문서. 2020년 5월 3일에 확인함.
8. ↑  “『僕の心のヤバイやつ』、作者Twitterのショート漫画をまとめた電子書籍2冊が無料で登場”. 《ねとらぼ》. ITmedia. 2021년 9월 6일. 2023년 10월 19일에 확인함.
9. 1 2 3 4 5 6 7 8 9 10  “僕の心のヤバイやつ：テレビアニメが2023年4月スタート　市川京太郎役は堀江瞬　羊宮妃那が山田杏奈に”. 《만탄웹》 (MANTAN). 2022년 12월 6일. 2022년 12월 6일에 확인함.
10. 1 2 3 4  小林聖 (2019년 9월 9일). “漫画『僕の心のヤバイやつ』が描く「自意識の壁」 悶絶級にヤバい！”. 《마그믹스》. mediavague. 1쪽. 2020년 4월 15일에 원본 문서에서 보존된 문서. 2020년 5월 3일에 확인함.
11. 1 2  タニグチリウイチ (2020년 4월 11일). “陽キャ美少女×陰キャ少年の恋が生まれた瞬間はいつ？ 『僕の心のヤバイやつ』のムズムズした関係”. 《Real Sound》. 1쪽. 2020년 4월 12일에 원본 문서에서 보존된 문서. 2020년 5월 3일에 확인함.
12. 1 2 3 4  "이 만화가 대단하다!" 편집부, 편집. (2019). 《このマンガがすごい！2020》. 타카라지마샤. 40-41쪽. ISBN 978-4-299-00089-7."이 만화가 대단하다!" 편집부, 편집. (2019). 《이 만화가 대단하다! 2020》. 타카라지마샤. 40-41쪽. ISBN 978-4-299-00089-7.
13. 1 2 3 4  古林恭 (2019년 10월 5일). “絶賛中二病少年とカースト最上位美少女の格差ラブコメがとにかく“きてる””. 《ダ・ヴィンチニュース》. 2019년 11월 2일에 원본 문서에서 보존된 문서. 2020년 6월 14일에 확인함.
14. 1 2 3 4  “【インタビュー】『ロロッロ!』『僕の心のヤバイやつ』桜井のりお「私はずっと挑み続ける！（下ネタも）」”. 《코미스페!》. 2019년 5월 8일. 2쪽. 2019년 9월 23일에 원본 문서에서 보존된 문서. 2020년 5월 3일에 확인함.
15. 1 2  タニグチリウイチ (2020년 4월 11일). “陽キャ美少女×陰キャ少年の恋が生まれた瞬間はいつ？ 『僕の心のヤバイやつ』のムズムズした関係”. 《Real Sound》. 2쪽. 2020년 4월 12일에 원본 문서에서 보존된 문서. 2020년 6월 14일에 확인함.
16. 1 2  “【日替わりレビュー:日曜日】『僕の心のヤバイやつ』桜井のりお”. 《코미스페!》. 2018년 12월 9일. 2019년 5월 9일에 원본 문서에서 보존된 문서. 2020년 5월 3일에 확인함.
17. 1 2  古澤誠一郎 (2020년 8월 13일). “「地味な私に学園一のイケメンが〜」の男女逆転版？ ラブコメ『僕の心のヤバイやつ』人気の理由”. 《ダ・ヴィンチニュース》. 2020년 9월 5일에 원본 문서에서 보존된 문서. 2020년 9월 12일에 확인함.
18. 1 2 3  “僕の心のヤバイやつ：朝井彩加、潘めぐみ、種崎敦美が山田杏奈の友人に　テレビアニメ追加キャスト”. 《만탄웹》 (MANTAN). 2023년 1월 10일. 2023년 1월 10일에 확인함.
19. 1 2 3 4  “アニメ「僕ヤバ」追加キャストに岡本信彦ら、先行上映会で桜井のりおの複製色紙配布”. 《코믹 나탈리》 (나타샤). 2023년 1월 24일. 2023년 1월 24일에 확인함.
20. 1 2  “アニメ「僕ヤバ」市川の姉・香菜役は田村ゆかり、チャラ男のナンパイ役は島崎信長”. 《코믹 나탈리》 (나타샤). 2023년 2월 7일. 2023년 2월 7일에 확인함.
21. 1 2  “【インタビュー】『僕の心のヤバイやつ』桜井のりお「読者にも、二人の初恋を追体験してほしい」”. 《코미스페!》. 2020년 7월 14일. 2쪽. 2020년 7월 15일에 원본 문서에서 보존된 문서. 2020년 9월 12일에 확인함.
22. ↑  “市川母｜CHARACTER”. 《TVアニメ「僕の心のヤバイやつ」公式サイト》. 2023년 6월 20일에 확인함.
23. 1 2  桜井のりお [lovely_pig328] (2021년 4월 21일). “これもみんなに教えてくださいね。” (트윗). 2023년 6월 21일에 확인함.
24. ↑  “山口母｜CHARACTER”. 《TVアニメ「僕の心のヤバイやつ」公式サイト》. 2023년 6월 20일에 확인함.
25. ↑  “山田父｜CHARACTER”. 《TVアニメ「僕の心のヤバイやつ」公式サイト》. 2024년 1월 10일에 확인함.
26. ↑  “THE BEST MANGA 2020 このマンガを読め!”. 《フリースタイル》 (フリースタイル) (44): 79. 2020년 1월 10일.
27. 1 2 3  “【インタビュー】『ロロッロ!』『僕の心のヤバイやつ』桜井のりお「私はずっと挑み続ける！（下ネタも）」”. 《코미스페!》. 2019년 5월 8일. 1쪽. 2019년 9월 23일에 원본 문서에서 보존된 문서. 2020년 6월 14일에 확인함.
28. ↑  “【インタビュー】『僕の心のヤバイやつ』桜井のりお「読者にも、二人の初恋を追体験してほしい」”. 《코미스페!》. 2020년 7월 14일. 1쪽. 2020년 7월 16일에 원본 문서에서 보존된 문서. 2020년 9월 12일에 확인함.
29. ↑  小林聖 (2019년 9월 9일). “漫画『僕の心のヤバイやつ』が描く「自意識の壁」 悶絶級にヤバい！”. 《마그믹스》. mediavague. 2쪽. 2020년 4월 18일에 원본 문서에서 보존된 문서. 2020년 9월 12일에 확인함.
30. ↑  “「僕の心のヤバイやつ」実写PV公開！ 「このマンガがすごい！」3位記念”. 《코믹 나탈리》. 나타샤. 2019년 12월 11일. 2020년 1월 2일에 원본 문서에서 보존된 문서. 2020년 5월 3일에 확인함.
31. ↑  “遠藤達哉「SPY×FAMILY」次にくるマンガ大賞2019のWebマンガ部門1位に”. 《코믹 나탈리》. 나타샤. 2019년 8월 22일. 2019년 12월 1일에 원본 문서에서 보존된 문서. 2020년 5월 3일에 확인함.
32. ↑  《이 만화가 대단하다!》 편집부, 편집. (2019). 《이 만화가 대단하다! 2020》. 타카라지마샤. 5쪽. ISBN 978-4-299-00089-7.
33. ↑  “全国書店員が選んだおすすめコミック2020、1位は「SPY×FAMILY」”. 《코믹 나탈리》. 나타샤. 2020년 1월 31일. 2020년 1월 31일에 원본 문서에서 보존된 문서. 2020년 5월 3일에 확인함.
34. ↑  “マンガ大賞2020は山口つばさ「ブルーピリオド」に決定”. 《코믹 나탈리》. 나타샤. 2020년 3월 16일. 2020년 4월 12일에 원본 문서에서 보존된 문서. 2020년 5월 3일에 확인함.
35. ↑  “「SPY×FAMILY」を川島明が「マンガの集大成」と称賛、TSUTAYAコミック大賞授賞式で”. 《코믹 나탈리》. 나타샤. 2020년 6월 17일. 2020년 7월 17일에 원본 문서에서 보존된 문서. 2020년 9월 12일에 확인함.
36. ↑  “桜井のりお「僕の心のヤバイやつ」次にくるマンガ大賞2020のWebマンガ部門1位に”. 《코믹 나탈리》. 나타샤. 2020년 8월 19일. 2020년 8월 20일에 원본 문서에서 보존된 문서. 2020년 9월 12일에 확인함.
37. ↑  “第5回『TSUTAYAコミック大賞』大賞は『僕の心のヤバイやつ』”. 《ORICON NEWS》. 2021년 6월 14일. 2021년 6월 15일에 확인함.
38. 1 2 3  “「僕ヤバ」甘酸っぱい青春を描いたメインビジュアル&本PV、ヨルシカのOPも初公開”. 《코믹 나탈리》 (나타샤). 2023년 2월 28일. 2023년 2월 28일에 확인함.
39. ↑  “『僕の心のヤバイやつ』第2期制作決定、2024年1月放送開始 記念イラスト&PV公開”. 《ORICON NEWS》. 2023년 6월 18일. 2023년 6월 18일에 확인함.
40. ↑  “「僕の心のヤバイやつ」2期の主題歌流れる本PV　「ツイヤバ」は本日Prime Videoで配信”. 《コミックナタリー》 (ナターシャ). 2023년 12월 10일. 2023년 12월 12일에 확인함.
41. ↑  「僕の心のヤバイやつ」TVアニメ公式 [bokuyaba_anime] (2023년 12월 11일). “【アニメ「ツイヤバ」配信について】” (트윗). 2023년 12월 12일에 확인함.
42. 1 2 3 4 5  “STAFF&CAST”. 《TV 애니 '내 마음의 위험한 녀석' 공식 사이트》. 2023년 2월 28일에 확인함.
43. 1 2 3  “『僕の心のヤバイやつ』第2期OPはあたらよ、EDはこはならむさん、コメントが到着！ 12月10日に開催されるイベントのビジュアル＆オリジナルグッズが解禁”. 《アニメイトタイムズ》. アニメイト. 2023년 11월 14일. 2023년 11월 14일에 확인함.
44. 1 2  “ノンクレジットOP＆EDが新たに公開!!!OPは「進撃の巨人」「SPY×FAMILY」の荒木哲郎が担当!!”. 《TVアニメ「僕の心のヤバイやつ」公式サイト》. 2024년 1월 7일. 2024년 1월 7일에 확인함.
45. ↑  TVアニメ「僕の心のヤバイやつ」第２期ノンクレジットOP映像｜あたらよ「「僕は...」」 - 유튜브

### 아키타 쇼텐 공식 사이트
이하의 출처는 아키타 쇼텐 공식 사이트 내의 페이지. 서지 정보의 발매일을 출처로 하고 있다.
1. ↑  “僕の心のヤバイやつ 第1巻”. 2020년 5월 3일에 확인함.
2. ↑  “僕の心のヤバイやつ 第2巻”. 2020년 5월 3일에 확인함.
3. ↑  “僕の心のヤバイやつ 第3巻”. 2020년 6월 8일에 확인함.
4. ↑  “僕の心のヤバイやつ 特装版 第3巻”. 2021년 2월 8일에 확인함.
5. ↑  “僕の心のヤバイやつ 第4巻”. 2021년 2월 8일에 확인함.
6. ↑  “僕の心のヤバイやつ 特装版 第4巻”. 2021년 2월 8일에 확인함.
7. ↑  “僕の心のヤバイやつ 第5巻”. 2021년 7월 8일에 확인함.
8. ↑  “僕の心のヤバイやつ 特装版 第5巻”. 2021년 7월 8일에 확인함.
9. ↑  “僕の心のヤバイやつ 第6巻”. 2022년 1월 7일에 확인함.
10. ↑  “僕の心のヤバイやつ 特装版 第6巻”. 2022년 1월 7일에 확인함.
11. ↑  “僕の心のヤバイやつ 第7巻”. 2022년 8월 8일에 확인함.
12. ↑  “僕の心のヤバイやつ 特装版 第7巻”. 2022년 8월 8일에 확인함.
13. ↑  “僕の心のヤバイやつ 第8巻”. 2023년 3월 8일에 확인함.
14. ↑  “僕の心のヤバイやつ 特装版 第8巻”. 2023년 3월 8일에 확인함.
15. ↑  “僕の心のヤバイやつ 第9巻”. 秋田書店. 2023년 11월 8일에 확인함.
16. ↑  “僕の心のヤバイやつ 特装版 第9巻”. 秋田書店. 2023년 11월 8일에 확인함.
17. ↑  “僕の心のヤバイやつ ＴＶアニメ公式ガイドブック”. 秋田書店. 2023년 10월 11일에 확인함.